# 10129 Fole
10129 Fole è un asteroide della fascia principale. Scoperto nel 1993, presenta un'orbita caratterizzata da un semiasse maggiore pari a 2,1656417 UA e da un'eccentricità di 0,0807910, inclinata di 1,98997° rispetto all'eclittica.